# Quarz
Quarz, auch Tiefquarz oder α-Quarz genannt, ist ein Mineral mit der chemischen Zusammensetzung SiO2 und trigonaler Symmetrie. Er ist die auf der Erdoberfläche stabile Form (Modifikation) des Siliciumdioxids und nach den Feldspaten das zweithäufigste Mineral der Erdkruste. Bei einer Temperatur von über 573 °C (unter einem Druck von 1 bar) geht Tiefquarz durch Änderung der Kristallstruktur in Hochquarz über.
Mit einer Mohshärte von 7 gehört Quarz zu den harten Mineralen und dient als Bezugsgröße auf der bis 10 (Diamant) reichenden Skala nach Friedrich Mohs. Er bildet oft gut entwickelte Kristalle von großer Formen- und Farbenvielfalt, deren Kristallflächen Glasglanz aufweisen. Quarz besitzt keine Spaltbarkeit, bricht muschelig wie Glas und zeigt auf den Bruchflächen einen fettigen Glanz.
In der Industrie ist Quarz eines der wichtigsten Minerale und hat gleichermaßen als Baustoff wie als Rohstoff für die Keramik-, Glas- und Zementindustrie weltweite Bedeutung. Quarzkies und gebrochener Quarz sind Rohstoff zur Gewinnung von Silicium.
Darüber hinaus werden Quarz und seine farbigen Varietäten seit alters her als Schmuckstein geschätzt (siehe Verwendung).
Quarzkristalle werden auch künstlich hergestellt: Daraus geschnittene Schwingquarze dienen als Taktgeber in elektronischen Schaltungen und Quarzuhren.
Gelegentlich wird Quarz mit dem Calcit verwechselt, kann jedoch durch seine größere Härte, die niedrigere Doppelbrechung und die Reaktion des Calcits mit verdünnter Salzsäure leicht von diesem unterschieden werden.

## Etymologie und Geschichte

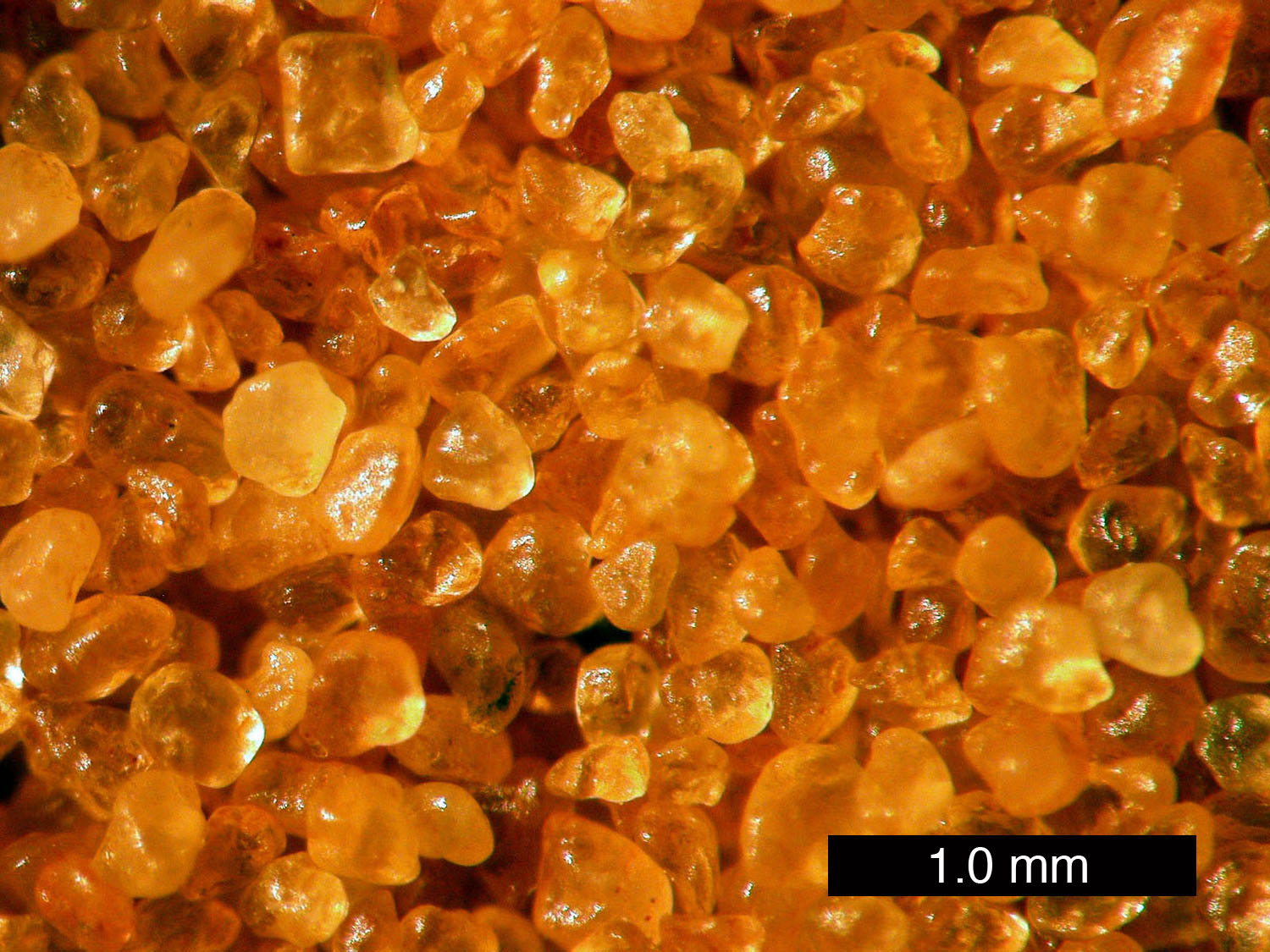
Quarzsand vom Coral Pink Sand Dunes State Park, Utah; die Orangefärbung entsteht durch Hämatitauflage.

Der Ausdruck „Quarz“ ist erstmals in der 1. Hälfte des 14. Jahrhunderts im Ostmitteldeutschen als Fachwort des böhmischen Bergbaus bezeugt. Zu seiner Herkunft gibt es verschiedene Hypothesen. Nach einer dieser Hypothesen stammt er von mittelhochdeutsch querch (‚Zwerg‘) in Anlehnung an den Aberglauben, dass Berggeister das bergbaulich wertlose Mineral unterschöben, nachdem sie ein an gleicher Stelle ursprünglich vorhandenes wertvolles Erz „geraubt“ hätten (vgl. auch die Etymologie von Kobalt), oder dass Bergkristalle als versteinerte Berggeisterchen gedeutet wurden. Eine andere Hypothese besagt, dass Quarz von kwardy, einem Ausdruck aus einem polnischen Dialekt, stammt, welches der tschechischen Vokabel tvrdý (‚hart‘) entspricht. Einer Hypothese von Sergei Iwanowitsch Tomkeieff aus dem Jahr 1942 zufolge soll das Wort eine Zusammenziehung des sächsischen Bergmannsausdruckes „Querklufterz“ sein (möglicherweise verkürzt bzw. verschliffen zu „Quererz“, „Querz“ und schließlich „Quarz“). Tomkeieff setzt dabei die Form quertz, querz als Grundform voraus, die sich in Schriften aus dem 16. Jahrhundert wie Ein nützlich Bergbüchlin und Agricolas De re metallica mit Bezug auf den Sprachgebrauch sächsischer Bergleute findet. Allerdings werden schon in dem 1889 erschienenen siebenten Band des Grimmschen Wörterbuchs ähnliche, seit dem 16. Jahrhundert existierende Herleitungen, die von einer Zusammenziehung aus quaterz, quaderz (‚böses Erz‘) oder aus gewarz, gewärze (Sammelbegriff zu Warze) ausgehen, als „spielende versuche, den ursprung des wortes zu ergründen“ bezeichnet.
Quarz hat sich als Mineralbezeichnung international durchgesetzt, mit leichten, sprachspezifischen Abwandlungen wie beispielsweise quartz im Englischen und Französischen, kvarts im Schwedischen, quarzo im Italienischen oder кварц (kwarz) im Russischen.
Quarz war bereits lange vor der Gründung der International Mineralogical Association (IMA) bekannt und als eigenständige Mineralart anerkannt. Damit hätte Quarz theoretisch den Status eines grandfathered Mineral. In der 1967 erfolgten Publikation der IMA: Commission on new minerals and mineral names wurden allerdings die bis dahin geltenden Minerale beziehungsweise Mineralnamen Elroquit als „eisenhaltige Varietät von Variscit mit Quarz“ und Royit als identisch mit Quarz (genauer: α-Quarz) diskreditiert. Da dies automatisch eine nachträgliche Ankerkennung für den Quarz bedeutete, wird das Mineral seitdem in der „Liste der Minerale und Mineralnamen“ der IMA unter der Summenanerkennung „IMA 1967 s.p.“ (special procedure) geführt. Die ebenfalls von der IMA/CNMNC anerkannte Kurzbezeichnung (auch Mineral-Symbol) für Quarz lautet „Qz“.

## Klassifikation
Nach der 8. und 9. Auflage der Strunz’schen Systematik der Minerale gehört Quarz aufgrund seiner chemischen Zusammensetzung zur Mineralklasse der Oxide mit einem Metall-Sauerstoff-Verhältnis von 1:2.
In der veralteten 8. Auflage der Mineralsystematik war er zudem Namensgeber für eine Gruppe chemisch ähnlicher oder gleicher Minerale, der „Quarz-Tridymit-Cristobalit-Gruppe“ mit der System-Nr. IV/D.01a, deren weitere Mitglieder Cristobalit, Hochcristobalit, Hochquarz, Hochtridymit und Tridymit sowie im Anhang Melanophlogit waren.
Im zuletzt 2018 überarbeiteten und aktualisierten Lapis-Mineralienverzeichnis nach Stefan Weiß, das sich aus Rücksicht auf private Sammler und institutionelle Sammlungen noch nach dieser alten Form der Systematik von Karl Hugo Strunz richtet, erhielt das Mineral die System- und Mineral-Nr. IV/D.01-010. In der „Lapis-Systematik“ bildet Quarz hier zusammen mit Bosoit, Chibait, Coesit, Cristobalit, Lechatelierit, Melanophlogit, Mogánit, Opal, Seifertit, Stishovit und Tridymit die „Quarzreihe“ mit der System-Nr. IV/D.01 bildet.
Die von der International Mineralogical Association (IMA) zuletzt 2009 aktualisierte 9. Auflage der Mineralsystematik nach Strunz untergliedert die Oxide allerdings feiner. Quarz sowie die ihm verwandten Minerale β-Quarz (Existenz bisher nur als Synthese bekannt) Coesit, Cristobalit, Melanophlogit, Mogánit, Seifertit, Opal, Stishovit und Tridymit werden nun der Unterabteilung „Mit kleinen Kationen: Kieselsäure-Familie“ zugerechnet und bilden dort größtenteils Einzelmineral-Gruppen. Das in der Systematik ebenfalls mit aufgeführte Lechatelierit (Kieselglas) hat allerdings nach wie vor einen fraglichen Mineralstatus und ist daher von der IMA auch nicht als eigenständiges Mineral anerkannt.
Die Systematik von James Dana ordnet die Minerale nach ihrer Kristallstruktur. Im Quarz ist Silicium tetraedrisch von vier Sauerstoffatomen umgeben. Diese SiO4-Tetraeder sind über ihre Ecken zu einem dreidimensionalen Gerüst verknüpft. Quarz wird daher in der Systematik von Dana den Gerüstsilikaten zugeordnet, genauer der Unterabteilung „Gerüstsilikate: tetraedrisches Si-Gitter, SiO2 mit [4]-koordiniertem Si“.

## Chemismus
Quarz ist eine sehr reine Verbindung und baut andere Elemente nur in Spuren ins Kristallgitter ein. Natürliche Quarze können zwischen 13 und 15.000 ppm (meist aber nur einige 100 ppm) Al3+, zwischen 9 und 1400 ppm Na+, zwischen 3 und 300 ppm K+ sowie geringere Mengen an Fe3+, Ti4+, P5+, H+ und Li+ enthalten.
Der Einbau dieser Ionen erfolgt zumeist über einen gekoppelten Ersatz (Substitution) eines Si4+-Ions durch ein dreiwertiges und ein einwertiges Ion, so Al3+ und Na+. Die Fremdionen werden sowohl auf den Si-Positionen im Gitter eingebaut wie auch auf ansonsten leeren Zwischengitterplätzen. Neben dem Einschluss von Fremdmineralen ist der Einbau von Metallionen, teils im Zusammenspiel mit ionisierender Strahlung, verantwortlich für die verschiedenen Farben der Quarzvarietäten.

## Kristallstruktur
Tiefquarz ist trigonal-trapezoedrisch (Kristallklasse 32) und kristallisiert in den enantiomorphen Raumgruppen P3121 (Nr. 152) und P3221 (Nr. 154). Die Maße der Elementarzelle sind a1 = a2 = 4,9124 Å und c = 5,4039 Å. Eine Elementarzelle enthält drei Formeleinheiten SiO2. Silicium (Si) und Sauerstoff (O) besetzen kristallographisch unterscheidbare Atompositionen:
- Si: x = 0,4701; y = 0; z = 1/3
- O: x = 0,4139; y = 0,2674; z = 0,2144

Jedes Sauerstoffion ist von zwei Siliciumionen im Abstand von 1,6054 Å und 1,6109 Å umgeben und sechs Sauerstoffionen im Abstand von ca. 2,62 Å. Die Si-O-Bindungen haben einen großen kovalenten Anteil, was die Ursache für die große Härte von Quarz ist. Der Si-O-Si-Bindungswinkel beträgt 143,61°.
Entsprechend ist jedes Siliciumion tetraedrisch von vier Sauerstoffionen umgeben, zwei im Abstand von 1,6054 Å und zwei im Abstand von 1,6109 Å.
SiO2-Gerüst: Die SiO4-Tetraeder sind untereinander über die Tetraederecken verknüpft, jeder Tetraeder mit vier benachbarten Tetraedern. In Richtung der c-Achse sind sie zu Paaren von spiralförmigen Ketten verknüpft. Diese SiO4-Tetraederhelixpaare, die untereinander nicht verbunden sind, bilden sechsseitige, offene Kanäle in Richtung der c-Achse.
α-Quarzkristalle der beiden enantiomorphen Raumgruppen unterscheiden sich im Drehsinn der Tetraederschrauben. Linkshändischer α-Quarz kristallisiert in der Raumgruppe P3121 (Nr. 152) und die Tetraederschrauben winden sich im Uhrzeigersinn um die c-Achse dem Betrachter entgegen, wenn man von oben auf die c-Achse schaut. Entsprechend winden sich die Tetraederschrauben des rechtshändigen α-Quarzes (Raumgruppe P3221 (Nr. 154)) entgegen dem Uhrzeigersinn dem Betrachter entgegen. Die spiralförmigen Tetraederketten sind mit sechs benachbarten Tetraederspiralen so verknüpft, dass jeder SiO4-Tetraeder zu zwei benachbarten Tetraederketten gehört und an zwei der sechsseitigen Kanäle grenzt.
Quarz ist nur bei niedriger Temperatur in der trigonalen α-Quarz-Phase stabil. Bei 573 °C findet eine Phasenumwandlung in die hexagonale β-Quarz-Phase statt. Den Übergang von der β-Quarz-Phase zum α-Quarz kann man sich leicht vereinfacht durch Kippen robuster Tetraeder um die <100>-Achse veranschaulichen. Die Kipprichtung entscheidet über die Orientierung des α-Quarzes.

α-Quarzstruktur: SiO4-Tetraeder
α-Quarzstruktur: Paar spiralförmiger Ketten in Richtung der c-Achse, eine Kette blau hervorgehoben; Blick auf die a-c-Ebene
α-Quarzstruktur: Paar spiralförmiger Ketten in Richtung der c-Achse, eine Kette blau hervorgehoben; Blick entlang der c-Achse (3-zählige Achse)
α-Quarzstruktur: Verknüpfung spiralförmiger Ketten, eine Kette blau hervorgehoben; Blick entlang der c-Achse (3-zählige Achse)

## Eigenschaften

### Morphologie

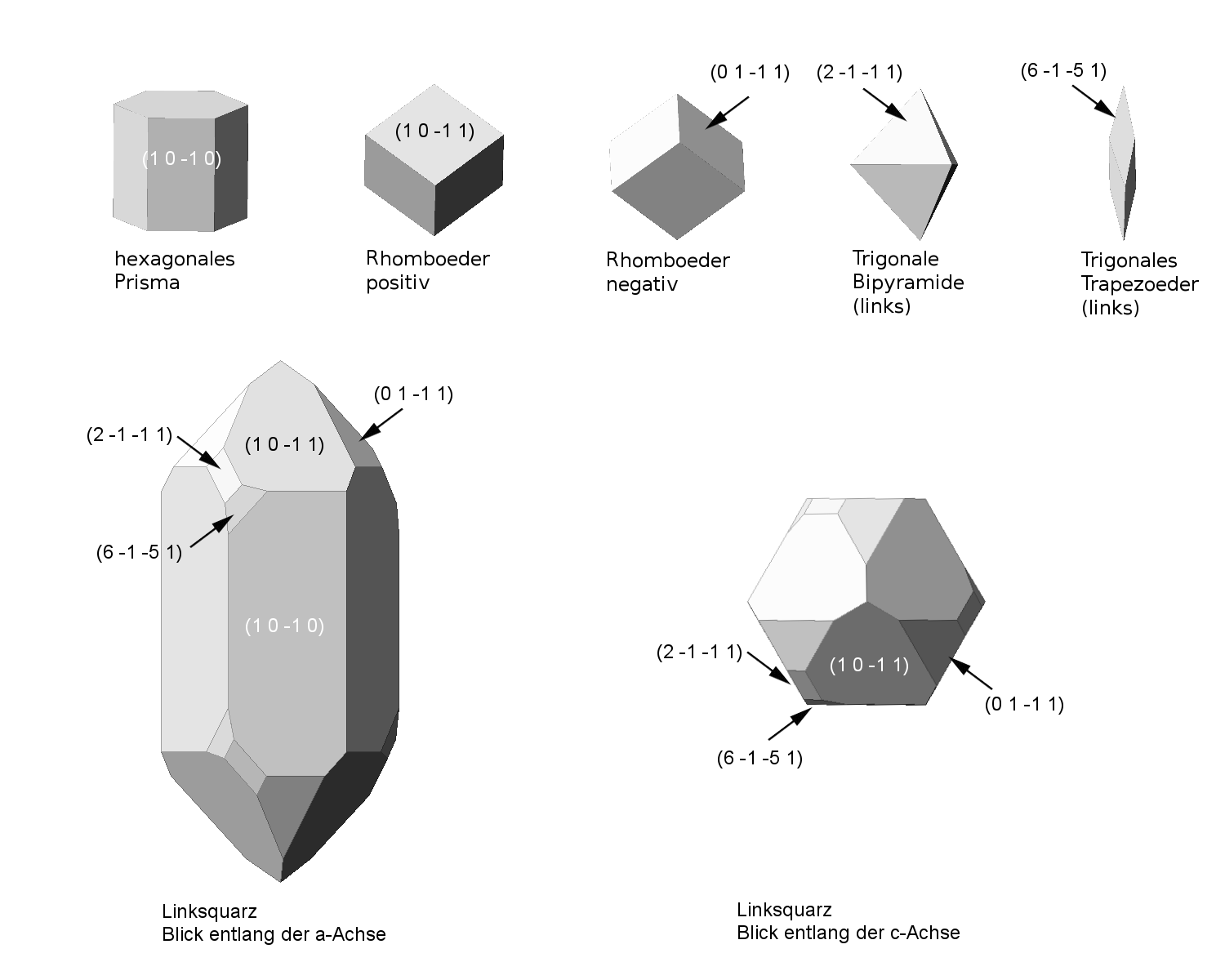
Morphologie von Linksquarz

Gut ausgebildete Kristalle sind verbreitet und ihre Form kann je nach Wachstumsbedingungen recht unterschiedlich sein. Die nebenstehende Abbildung illustriert die typische prismatische Kristallform von Linksquarz und wie sich diese Form aus den Grundkörpern der trigonal-trapezoedrischen Klasse (Klasse 32) zusammensetzt. Die in Klammern gesetzten Zahlen im Text und auf der Abbildung sind die Millerschen Indizes. Sie werden in der Kristallographie für die Bezeichnung von Kristallflächen verwendet. Indizes von Kristallflächen werden in runde Klammern gesetzt, Indizes von einer Flächengruppe, die einen Grundkörper bilden, in geschweifte Klammern und Indizes von Richtungen (Kristallachsen) in eckige Klammern.
Dominiert wird die Kristallform vom hexagonalen Prisma I. Stellung ({1010}). Die Prismenflächen liegen parallel zur kristallographischen c-Achse. Begrenzt wird das Prisma an den Enden vom positiven und negativen Rhomboeder ({1011} und {0111}), wobei das positive Hauptrhomboeder mit größeren Flächen auftritt.
Untergeordnet, d. h. kleiner ausgebildet, treten verschiedene trigonale Trapezoeder, meist {5161}, und trigonale Bipyramiden, meist {1121}, auf. Von diesen Polyedern gibt es in der Kristallklasse 32 jeweils zwei enantiomorphe (linke und rechte), ansonsten aber identische Formen. An einem unverzwillingten Quarzkristall treten entweder nur rechte oder nur linke Trapezoeder und Bipyramiden auf, am Linksquarz (Raumgruppe P3121 (Nr. 152)) linke Formen und am Rechtsquarz (Raumgruppe P3221 (Nr. 154)) rechte Formen. Unterschieden werden können Rechts- und Linksquarze anhand der Anordnung der Trapezoeder- und Bipyramidenflächen. Beim Linksquarz treten diese links von den Hauptrhomboederflächen {1011} auf und beim Rechtsquarz rechts von den Hauptrhomboederflächen.

#### Kristall- und Wachstumsformen
Für auffällige Wachstumsformen von Quarz haben sich eigene Namen etabliert:
- Tessiner Habitus: Quarze, deren Kristallform von großen, sehr steilen Rhomboederflächen dominiert werden.
- Skelettquarz: Bei schnellem Kristallwachstum in übersättigten Lösungen erfolgt das Wachstum besonders entlang der Kristallkanten und Ecken. Es bilden sich rahmenartig hervorgehobene Kanten um tiefer gelegene Kristallflächen (Rahmenquarz). Mitunter wachsen diese tiefer liegenden Kristallflächen von den hervorstehenden Kanten her wieder zu, wobei sich dünne Quarzscheiben über einem Hohlraum bilden (Fensterquarze).
- Kappenquarz: Quarzkristalle, bei denen Partien am Ende des Kristalls wie eine Kappe ablösbar sind.
- Würfelquarz: Quarze, deren Kristallform von den Rhomboederflächen {1011} dominiert wird. Der Winkel zwischen diesen Flächen beträgt beim Quarz 85,5°, was diesen Kristallen einen würfeligen Habitus verleiht.
- Zepterquarz: Wächst auf einem Quarzkristall in Richtung längs der Hauptachse eine zweite, junge Generation, bilden sich sogenannte Zepterquarze. Die „Töchter“ sind meist klarer als der Mutterkristall. Erfolgt das spätere Kristallwachstum nur an einem Ende des Kristalls, bildet sich die charakteristische, zepterförmige Kristallform heraus.
- Fadenquarz: Ein Fadenquarz entsteht, wenn während des Kristallwachstums ein Kluftriss auftritt und den Kristall auseinanderreißt. Während des Öffnens der Kluft wächst der Kristall von beiden Seiten des Risses aus wieder zusammen. Der Riss selbst bleibt als dünner „Faden“ im Kristall sichtbar. Er tritt an der geschliffenen und polierten Oberfläche wie Schleifspuren und Anhäufung von feinen Löchern in Linien (Streifen) zu Tage.
- Friedländer Quarz: Quarzkristalle mit Flächenstreifung auf den Flächen des sechsseitigen Prismas (1010) quer zur kristallographischen c-Achse bzw. zum Prisma.
- Phantomquarz: Erfolgt das Kristallwachstum in mehreren Phasen, sind die verschiedenen Wachstumsstufen in klaren Kristallen durch einschlussreiche Zonen sichtbar.

Weitere Namen sind für bestimmte Verwachsungen mehrerer Kristalle gebräuchlich:
- Sprossenquarze oder Artischockenquarze: Quarze, die aufgrund von Gitterfehlern viele einzelne Tochterkristalle ausgebildet und so artischockenförmige Aggregate gebildet haben.
- gewundene Quarze (Gwindel): Parallelverwachsung mehrerer plattiger Kristalle entlang einer Prismenfläche, wobei die kristallographischen Hauptachsen der Einzelkristalle nicht in einer Ebene liegen, sondern gegeneinander verdreht sind.

#### Kristallzwillinge

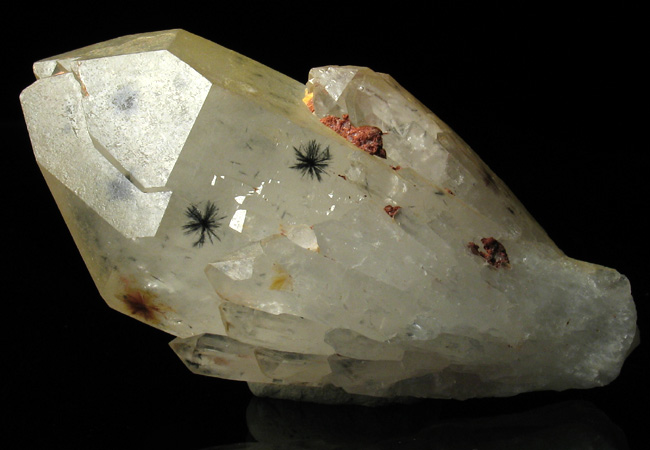
Quarzzwilling mit kleinen Hollandit-Büscheln

Die beiden chiralen Formen des Quarzes, Rechtsquarz und Linksquarz, treten zuweilen auch orientiert miteinander verwachsen auf.
- Brasilianer-Zwilling: Als Brasilianer-Zwilling bezeichnet man die orientierte Verwachsung der beiden enantiomorphen Formen des Tiefquarzes, Rechts- und Linksquarz parallel zur Prismenfläche (1120). Brasilianer-Zwillinge sind oft feinlamellar und typisch für Amethyst. Dort finden sich Brasilianer Zwillingslamellen konzentriert in den {101}-Rhomboedersektoren. Der Einbau von Eisenspuren in die Quarzstruktur scheint eine wichtige Rolle für die Bildung der feinlamellaren Brasilianerzwillinge von Amethysten zu spielen. Entsprechend der Konzentration der Zwillingslamellen in den {101}-Rhomboedersektoren zeigen Amethyste eine höhere Eisenkonzentration in diesen Sektoren. In der seltenen Varietät Ametrin (zweifarbige Quarzkristalle) wird diese Sektorzonierung sichtbar. Die etwas eisenärmeren Sektoren sind violett und die etwas eisenreicheren Zonen gelb.
- Dauphinée-Zwilling (auch Schweizer oder alpines Zwillingsgesetz): Als Dauphinée-Zwilling bezeichnet man die Durchdringung von zwei Tiefquarzkristallen mit gleichen Drehsinn, so dass die Flächen der positiven Rhomboeder {h0hl} des einen Kristallindividuums mit den Flächen der negativen Rhomboeder {0hhl} des anderen Kristallindividuums zusammenfallen. Die Zwillingsachse ist entweder [0001] oder [1011]. Die pyro- und piezoelektrischen Effekte der beiden Kristallindividuen heben sich dabei gegenseitig auf. Dauphinée-Zwillinge sind daher für die meisten technischen Anwendungen ungeeignet.
- Japaner-Zwilling: Verzwillingung von Tiefquarz nach der Dipyramide-II-Stellung (1122). Die Prismenachsen der verzwillingten Kristalle schneiden sich hierbei im Winkel von 84° 33’, was den Zwillingen eine charakteristische, herzförmige Form verleiht.

- Liebisch-Zwilling

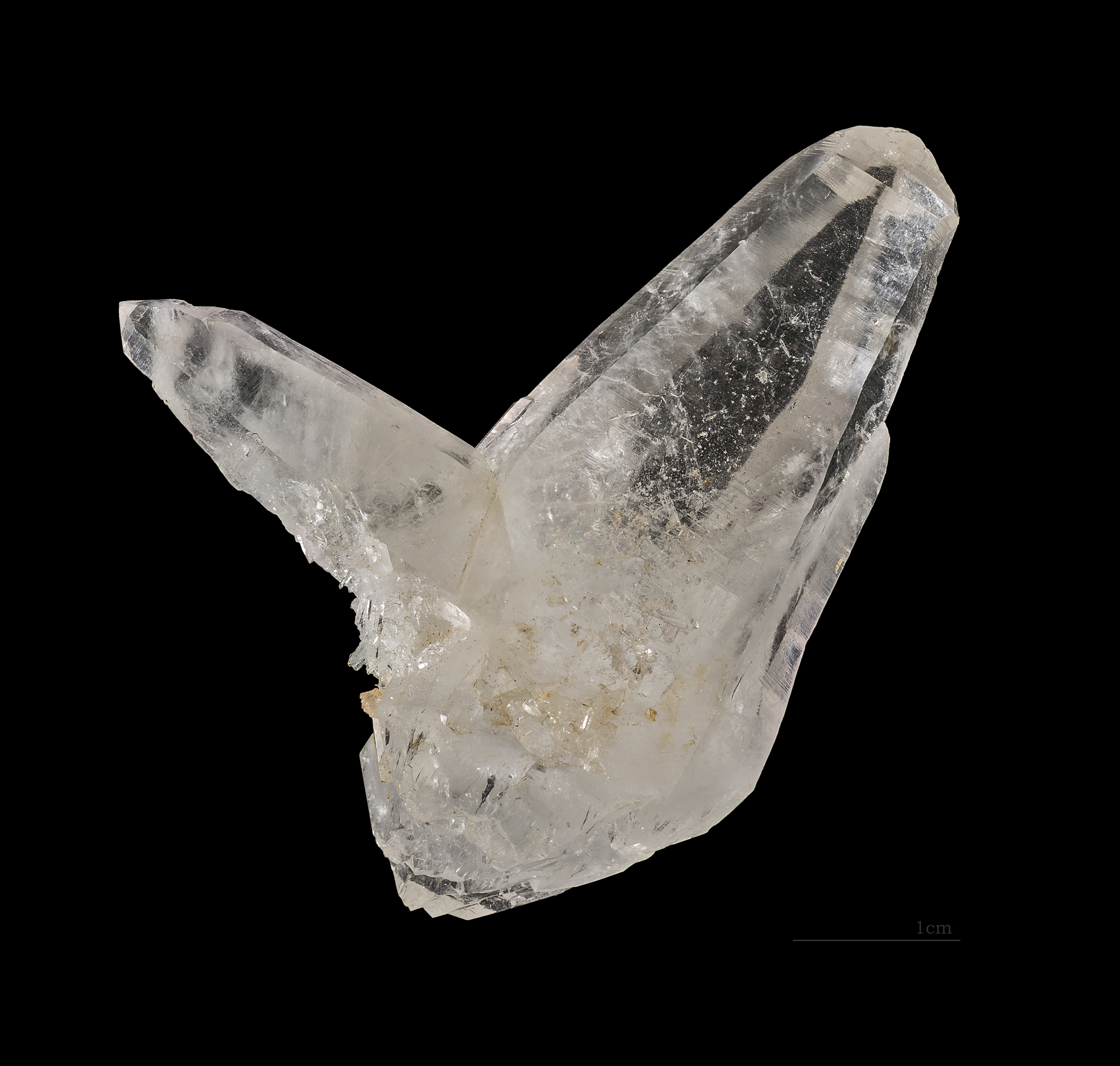
Japaner Zwilling

- Esterel-Zwilling: Verzwillingung nach (1010)
- Sardinien-Zwilling: Verzwillingung nach (1012)
- Belodwa-Beacon-Zwilling: Verzwillingung nach (3032)
- Cornish-Zwilling: Verzwillingung nach (2021)
- Wheal-Coats-Zwilling: Verzwillingung nach (2131)
- Pierre-Levee-Zwilling: Verzwillingung nach (2133)

### Piezoelektrizität
Quarz zeigt einen starken piezoelektrischen Effekt senkrecht zur Prismenachse entlang der a-Achsen. Auf Druck oder Zug reagiert ein Quarzkristall mit einer elektrischen Polarisierung entlang der Kraftrichtung. Umgekehrt führt das Anlegen einer elektrischen Gleichspannung zu einer Dehnung oder Stauchung des Kristalls. Wird eine Wechselspannung mit geeigneter Frequenz angelegt, so kann der Kristall zu Resonanzschwingungen angeregt werden. Die Resonanzfrequenz ist dabei von der Geometrie (Form und Größe) des Kristalls abhängig. Aufgrund der Regelmäßigkeit und Genauigkeit dieser Schwingungen werden Schwingquarze in Quarzoszillatoren als Zeitbasis und Taktgeber für elektronische Schaltungen eingesetzt, zum Beispiel in Uhren, Computern, Geräten der Digitaltechnik und der Funktechnik.

### Optische Aktivität
Durch die Kristallisation des Quarzes in einer enantiomorphen Struktur wird die Schwingungsebene des Lichtes, das einen Tiefquarz in Richtung der c-Achse durchquert, gedreht. Die Angabe exakter Messergebnisse dieser Drehung erweist sich als schwierig, da Messergebnisse aufgrund verschiedener Störfaktoren wie unerkannter Verzwillingungen von Rechts- und Linksquarz oder kleinster Verunreinigungen stark streuen. Zusätzlich erschweren Fertigungstoleranzen die Herstellung exakt orientierter Quarzschnitte. Weiterhin ist die Stärke der Drehung der Schwingungsebene des Lichtes abhängig von der Wellenlänge des Lichtes (Beispiel: Natrium-D-Linie: 589,3 nm, Grünfilter für Quecksilberdampflampen: 546 nm). So schwankt die Angabe des optischen Drehvermögens bei Quarz je nach Quelle und Wellenlänge zwischen 21 und 28 °/mm. Andererseits eignet sich bearbeiteter Quarz in Form von Quarzplatten hervorragend zur Überprüfung von Polarimetern.

## Bildung und Fundorte

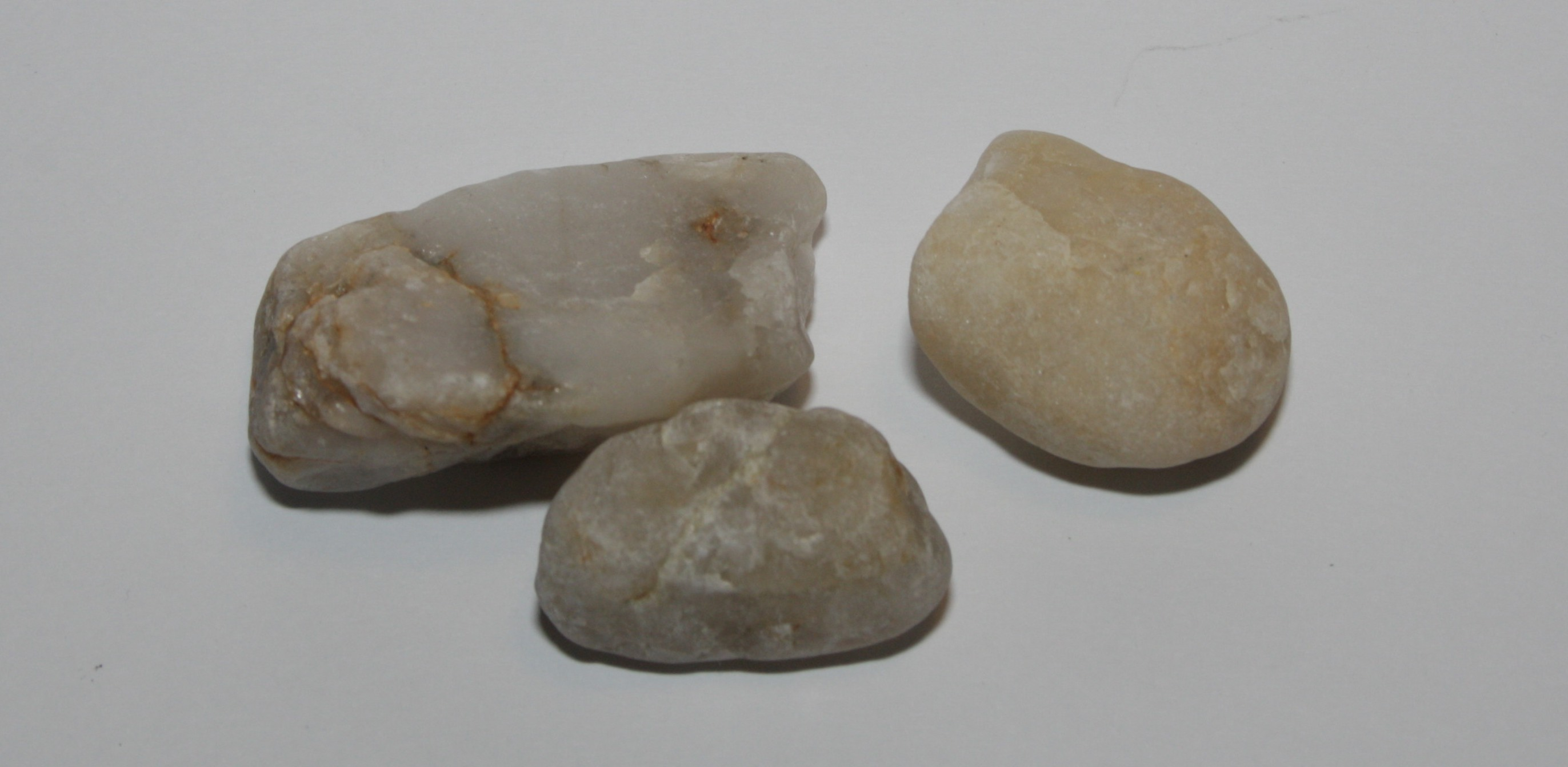
Als solche Gerölle („Kieselsteine“) kann man Quarz in der Natur finden

Quarz ist ein sehr häufiges Mineral und in zahlreichen Vertretern aller drei Gesteinsklassen zu finden.
So kristallisiert er bei der Abkühlung SiO2-reicher Schmelzen und ist primärer Bestandteil von SiO2-reichen Plutoniten (Quarzreiche Granitoide, Granite, Granodiorite, Tonalite, Quarz-Syenite, Quarz-Monzonite, Quarz-Diorite) sowie der entsprechenden Vulkanite (Rhyolithe, Dacite, Andesite, Quarz-Trachyte, Quarz-Latite). Die Quarzgehalte dieser Gesteine sind eines der Hauptkriterien für ihre Klassifikation nach dem Streckeisendiagramm.
Quarz ist auch in vielen metamorphen Gesteinen enthalten (z. B. in Hornfelsen, Phylliten und Gneisen). Dort ist er entweder vom Ausgangsgestein ererbt oder er wird über zahllose Mineralreaktionen während der Gesteinsmetamorphose gebildet. So markiert zum Beispiel die Reaktion von Chloritoid und Alumosilikat zu Staurolith und Quarz die Grenze zwischen Grünschieferfazies und Amphibolithfazies bei Metapeliten.
Wegen seiner Verwitterungsbeständigkeit ist Quarz überdies ein häufiger Konstituent feinkörniger (aber nicht der feinkörnigsten) klastischer Sedimentgesteine (in erster Linie zu nennen: Sandsteine) sowie von Böden, die sich auf einem quarzreichen Gestein entwickelt haben.
Gut ausgebildete Quarzkristalle mit Sammlerwert entstehen hingegen bevorzugt in Klüften, hydrothermalen Gängen (als sogenannte Gangart) und als Auskleidung natürlicher Höhlungen, sogenannter Geoden.

## Modifikationen

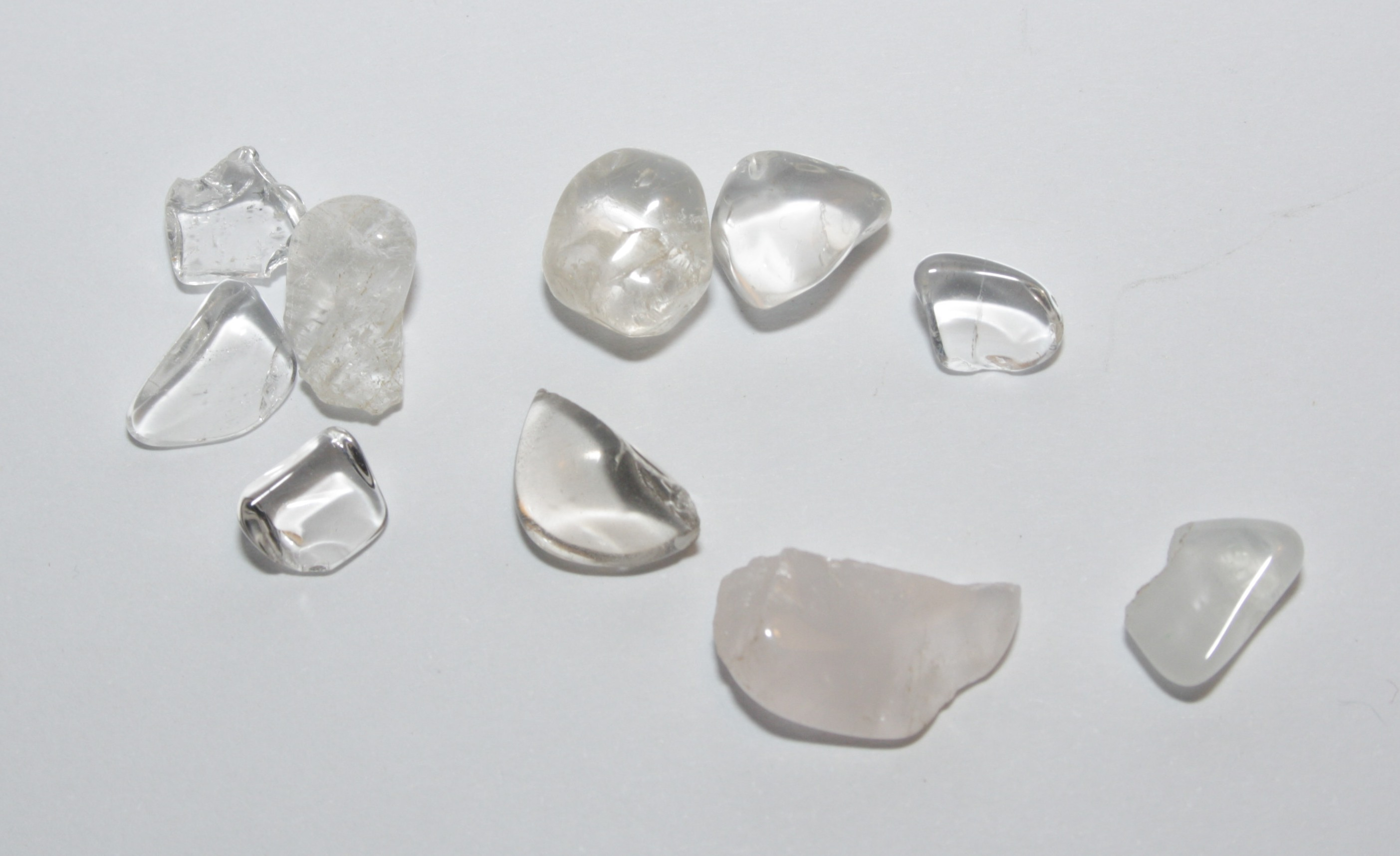
Polierte Bergkristallstückchen

Quarz ist die auf der Erdoberfläche stabile Form (Modifikation) des kristallinen Siliciumdioxids. Zahlreiche weitere Modifikationen treten bei höheren Drücken und Temperaturen auf. Einige können metastabil an der Erdoberfläche erhalten bleiben.
Bei niedrigen Temperaturen (70–200 °C) kristallisiert aus SiO2-Gel ein Gemisch aus Quarz und Mogánit, einem charakteristischen Bestandteil von Quarzin und Chalcedon.
Bei Temperaturen oberhalb von 573 °C (bei 1013,2 hPa) wandelt sich Quarz in Hochquarz um (Quarzsprung). Die Phasenumwandlung erfolgt sehr schnell, und Hochquarz bleibt auch bei rascher Abkühlung nie metastabil erhalten. Zwar finden sich in einigen Magmatiten Quarzkristalle mit der Kristallform von Hochquarz (Paramorphose), strukturell handelt es sich jedoch um Quarz.
Bei höheren Temperaturen wandelt sich Hochquarz erst in Tridymit (ab 867 °C), dann in Cristobalit um (ab 1470 °C). Cristobalit schmilzt bei 1727 °C (Temperaturen jeweils bezogen auf 1013,2 hPa).
Die Umwandlungstemperaturen sind abhängig vom Druck. Allgemein nehmen sie mit steigenden Drücken zu.
Bei hohem Druck, wie er im Erdmantel herrscht oder bei Meteoriteneinschlägen auftritt, bilden sich besonders dichte SiO2-Phasen. Ab 2 GPa bildet sich Coesit (3,01 g/cm³), ab 7,5 GPa Stishovit (4,3 g/cm³) und ab ca. 78 GPa Seifertit (4,12 g/cm³).

## Varietäten
Reiner Quarz ist vollkommen transparent und farblos und wird, wenn er gut ausgebildete Kristalle entwickelt, als Bergkristall (lateinisch früher Cristallus) bezeichnet. Quarze sind meist durch mikroskopische Einschlüsse von Flüssigkeiten und Gasen milchig trüb (Milchquarz) und erscheinen im Gestein eingewachsen grau. Unter der Bezeichnung Rheinkiesel sind zudem durchsichtige bis milchig trübe Rollstücke aus Bergkristall bekannt, die vorwiegend aus dem Alpenraum stammen und im Rheinkies gefunden werden.
Durch den Einbau färbender Ionen (im Allgemeinen Fe3+ oder Fe2+), Einschluss farbiger Minerale oder Einwirkung von ionisierender Strahlung können Quarze unterschiedlich gefärbt sein. Anhand der Farbe und deren Ursache werden folgende Varietäten unterschieden:

### Farbvarianten durch Fremdionen oder Bestrahlung

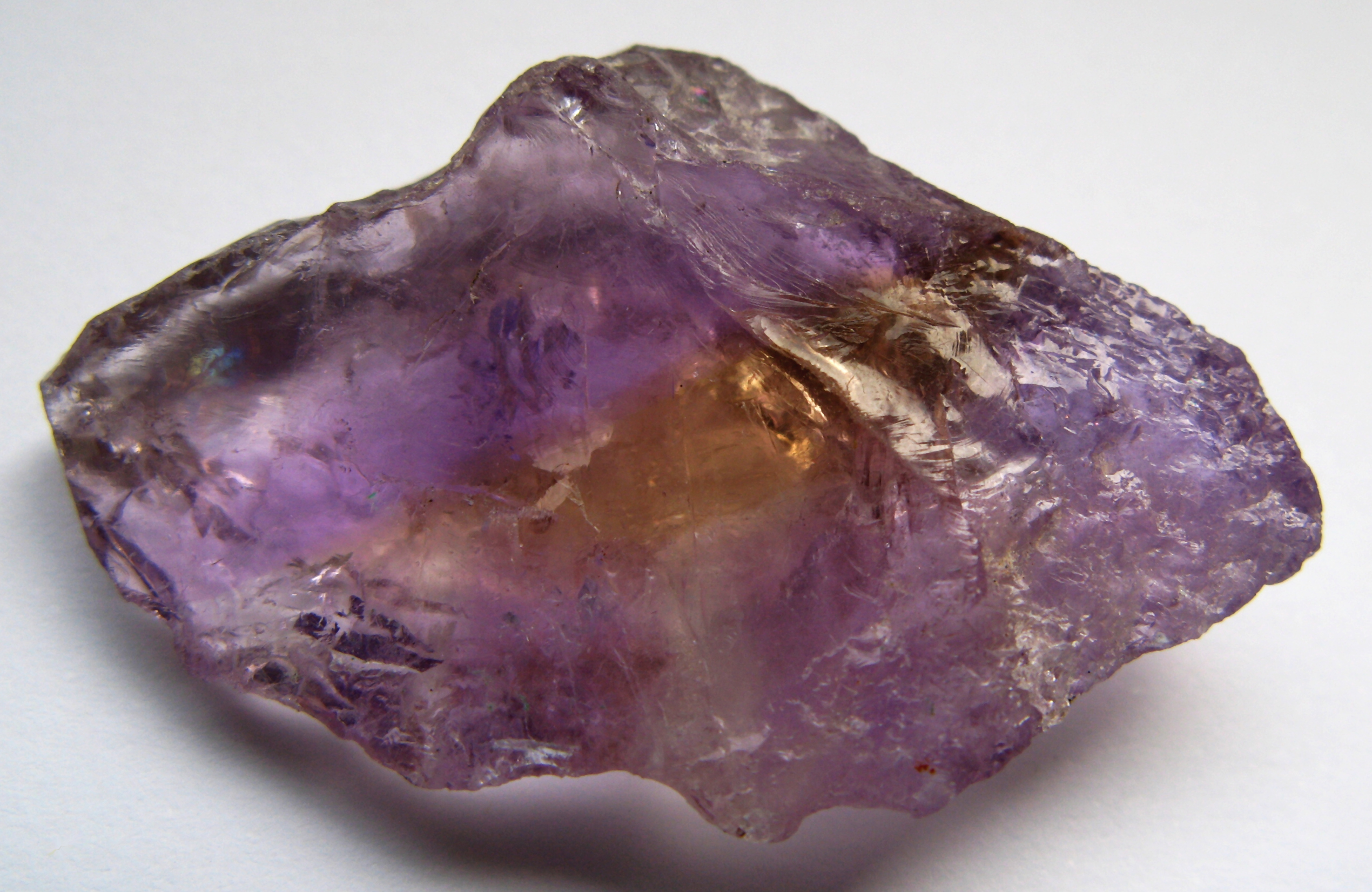
Ametrin aus Bolivien

- Amethyst: violette Färbung durch das Zusammenspiel von eingelagerten Eisenionen und Bestrahlung mit Gammastrahlen
- Ametrin: seltene Quarzvarietät, die Sektoren mit Amethyst- und Citrinfärbung an einem Kristall zeigt
- Citrin: gelb bis orangebraun gefärbte Quarze (auch künstlich erzeugt durch Brennen)
- Prasiolith (Grünquarz): lauchgrüner und durchsichtiger Quarz, der selten natürlich vorkommt und auch durch Brennen von Amethyst oder gelblichen Quarzen künstlich erzeugt wird
- Rauchquarz (Morion): durch natürliche oder künstliche Gammastrahlen graubraun (rauchfarben) bis schwarz (Morion) gefärbt
- Nickelquarz: derber grüner Quarz, der durch Nickel gefärbt ist.

### Farbvarianten durch Einschlüsse

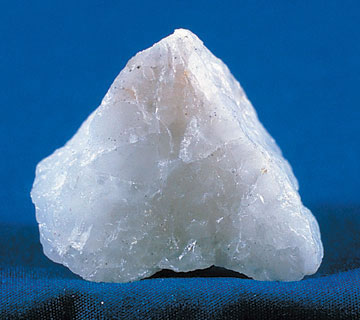
Milchquarz

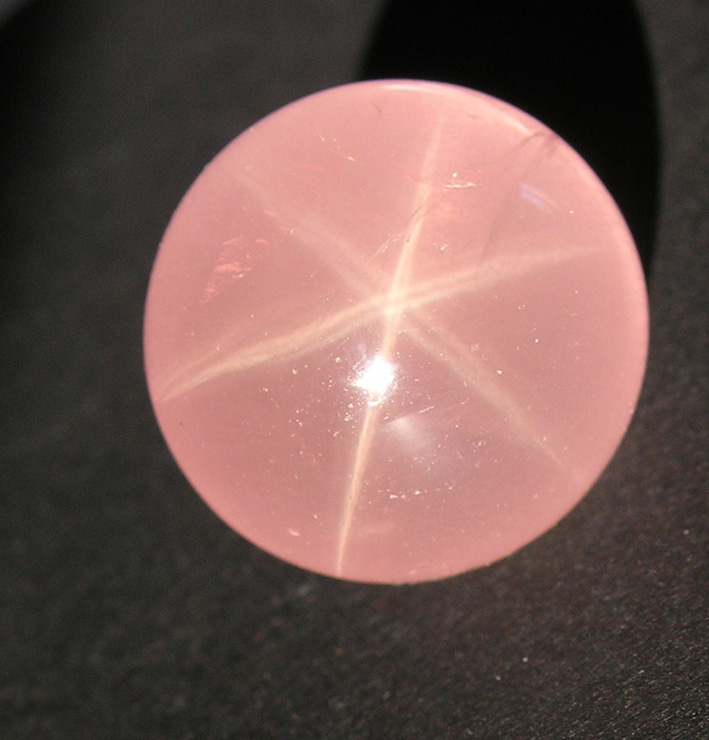
Rosenquarz mit Asterismus

- Blauquarz (Saphirquarz): blaues, undurchsichtiges Aggregat mit eingelagerten Krokydolith-Fasern oder Dumortierit. Je nach Art des Einschlusses wird Blauquarz auch präziser als Krokydolith-Quarz oder als Dumortierit-Quarz bzw. Dumortieritquarz bezeichnet.[19][20]
- Eisenkiesel: durch Hämatiteinschlüsse rotbraun gefärbter Quarz
- Erdbeerquarz[21] ist eine Varietät und Handelsbezeichnung für einen durch rotbraune Hämatiteinschlüsse unregelmäßig rosa bis rot gefärbten Quarz. Er ist meist transparenter und in der Farbe kräftiger als der Rosenquarz.
- Milchquarz: durch Flüssigkeitseinschlüsse milchig-trüber Quarz
- Prasem (Smaragdquarz): lauchgrünes, undurchsichtiges Aggregat, das seine Farbe durch Einschlüsse von Aktinolith erhält.
- Rosenquarz: durch Dumortieriteinschlüsse trüber, rosa gefärbter Quarz, gelegentlich mit Asterismus durch Einlagerung feinster Rutilnadeln

### Mikrokristallines SiO2

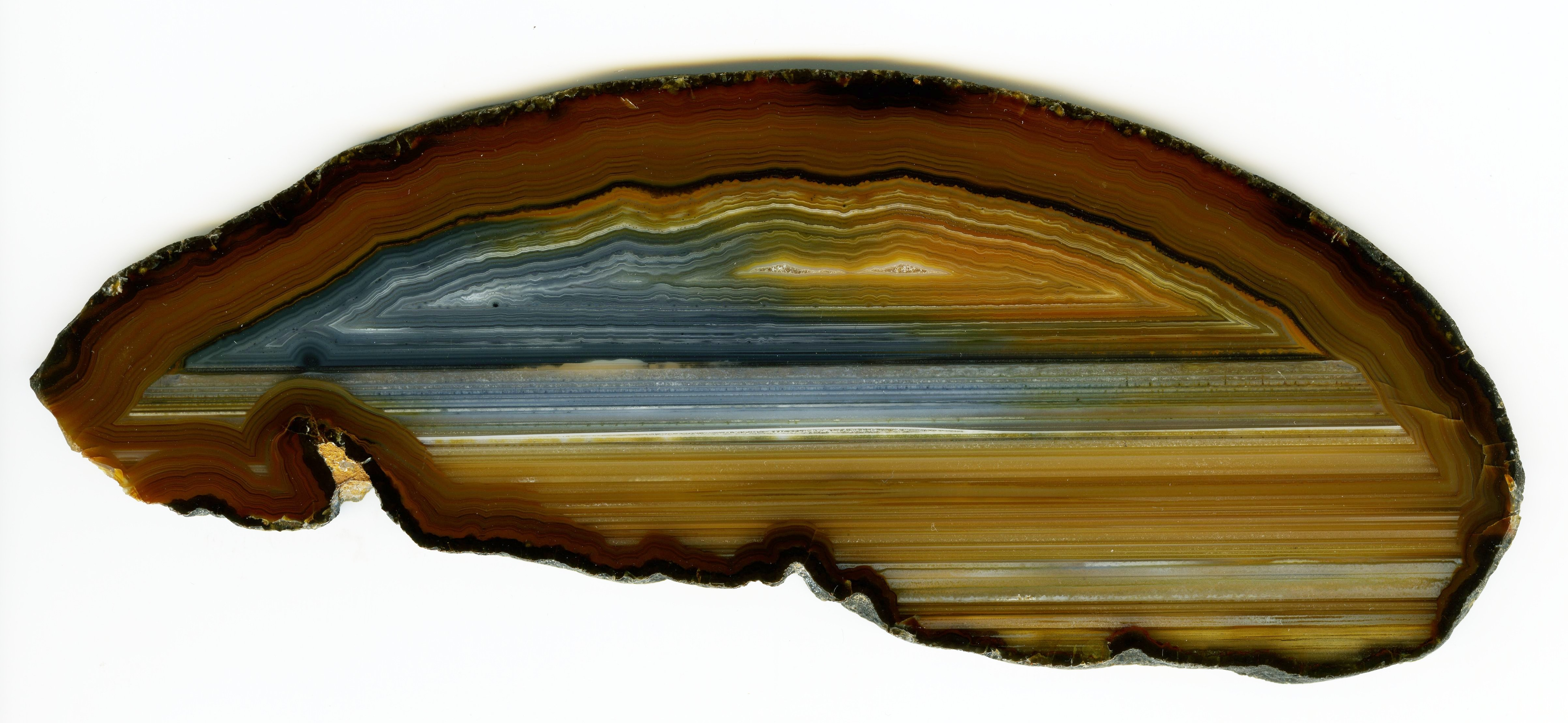
Achatscheibe

Unter mikrokristallinem Quarz versteht man massige Aggregate von sehr feinkristallinem Quarz mit Kristallgrößen im Mikrometerbereich. Hier unterscheidet man drei Formen:
- Chalcedon: mikrokristalliner, faseriger Quarz, faserig gewachsen entlang einer Prismenfläche [11-20] („length-fast“).
  - Achat, Onyx: mikrokristallin faserige Quarze mit parallelfaserigem (parabolischem) oder sphärolithischem Gefüge
  - Jaspis, Karneol (Carneol, Sarder), Moosachat, Heliotrop, Sardonyx, Schneequarz
- Mikroquarz: mikrokristalliner, granularer Quarz ohne erkennbar bevorzugte Wachstumsrichtung
- Quarzin: mikrokristalliner, faseriger Quarz, faserig gewachsen entlang der Basisfläche (0001) des hexagonalen Prismas („length-slow“).

Amethystquarz ist eine undurchsichtige, gebänderte Verwachsung von Amethyst und Milchquarz.
Alle Formen von mikrokristallinem Quarz weisen eine große Dichte an Gitterbaufehlern und Verzwillingungen auf.
Hornstein und Flint (Feuerstein) sind Verwachsungen von mikrokristallinem Quarz mit Mogánit in einem regellosen, granularen Gefüge. Hierbei handelt es sich strenggenommen nicht um Minerale und Mineralvarietäten, sondern um Gesteine, die auch unter dem Oberbegriff Chert zusammengefasst werden. Hierunter werden bisweilen auch Chalcedon und seine Erscheinungsformen sowie amorphes SiO2 (Opal) subsumiert.

### Andere Varietäten und Handelsnamen
- Aventurin-Quarz, Falkenauge, Tigerauge, Katzenaugen-Quarz: Quarze mit Einschlüssen plattiger oder faseriger Minerale wie Fuchsit, Rutil, Asbest

Der oft im Handel zu findende Aqua Aura ist keine Varietät, sondern meistens Bergkristall (oder ein anderer Quarz), der mit Metall (vorwiegend Gold) bedampft wurde. Resultat ist ein transparenter, blau gefärbter Kristall, zum Teil mit vielfarbigem Schimmer.
Brasilit ist dagegen die Handelsbezeichnung für eine durch Brennen grünlich-gelb bis blassgelb gefärbten Quarz.
Das Safiental (Graubünden, Schweiz) ist der weltweit erste Fundort des Mantelquarzes, dessen Spitze ein wenig im Prisma versenkt ist.

## Verwendung

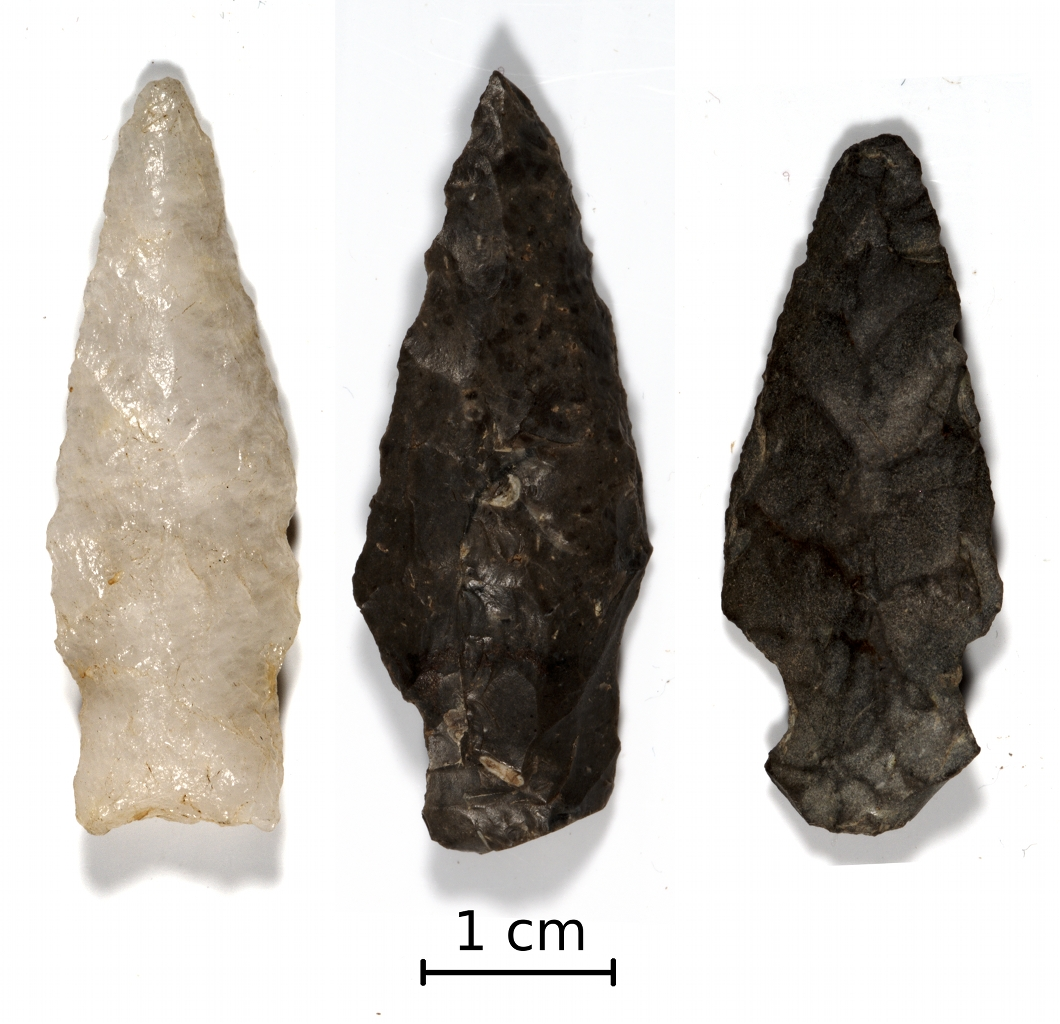
Projektilspitzen vom Lamoka-Typus (ca. 3500–2500 v. Chr., US-Bundesstaat New York). Die Spitze links besteht aus makrokristallinem Quarz, die mittlere und rechte aus Flint.

### Ur- und Frühgeschichte
Quarz besitzt eine relativ große Härte und die Eigenschaft, bei kurzzeitiger starker mechanischer Beanspruchung scharfkantig zu brechen. Daher wurde dieses Mineral in seinen verschiedenen Erscheinungsformen, einschließlich Hornfels, Quarzit und insbesondere Flint, schon in der Altsteinzeit von den Vertretern der Gattung Mensch als Rohstoff für vielerlei Werkzeuge und Waffen verwendet. Obwohl er schwieriger zu bearbeiten ist als Flint, dominieren in einzelnen Fundstätten Steinartefakte aus makrokristallinem Quarz (Gangquarz, sogar Bergkristall) sofern dieser in unmittelbarer Nähe verfügbar ist, speziell in Afrika südlich der Sahara.
Bevorzugt unbearbeitete Quarzitknollen oder rohes Felsgestein wurden als Schlagsteine zur Steinbearbeitung verwendet. Größere Brocken aus makrokristallinem Quarz wurden zudem als Kochsteine bevorzugt, da sie bei raschen Temperaturwechseln weniger leicht platzen können.

### Als Rohstoff
- Quarzsand bzw. -pulver ist zusammen mit Kaolin und Feldspat ein Zuschlagstoff für Porzellan und eine Vielzahl weiterer Keramikwerkstoffe.
- Quarzsand bzw. gemahlenes Quarzgestein wird geschmolzen zur Glas- und Quarzglas-Herstellung. Quarzglas ist ein aus (kristallinem) Quarz beziehungsweise Siliciumdioxid erschmolzener, glasartig erstarrter Feststoff; die korrekte Bezeichnung ist daher Kieselglas. Quarzglas und auch künstliche Quarz-Einkristalle (Reiner Bergkristall) werden zu optischen Prismen und Linsen geschliffen. Verwendet wird Quarzglas auch in Normmaßstäben und Normgewichten sowie als Faden für Torsionswaagen und als Lichtwellenleiter.
- Außerdem sind Quarzkies und gebrochener Quarz Ausgangsstoff zur Herstellung von Silicium.

### Als Material
Quarz und Quarzglas reagieren nur mit wenigen Chemikalien. Flusssäure ist die einzige Säure, die Quarz aufzulösen vermag, dabei bilden sich Siliciumtetrafluorid beziehungsweise Hexafluorokieselsäure. Diese Eigenschaft ist förderlich für eine Vielzahl von Anwendungsgebieten:
- Gefäße für Chemikalien
- Bei der Wirbelschichtverbrennung wird Quarzsand mit der Luft verwirbelt, um die Wärmeübertragung zu verbessern und den Verbrennungsvorgang zu optimieren.
- Zudem wird Quarz in Form feuerfester Steine verwendet.
- Seine hohe Festigkeit, die Pflanzenbewuchs verhindert, führt zum Einsatz des Minerals als Eisenbahnschotterkörper. Quarz ist als Straßenschotter ungeeignet, da er zu hart ist, schlecht bindet und einen raschen Verschleiß der Autoreifen verursacht.
- Quarzkristallplatten aus unverwittertem Quarz werden in der Elektroakustik verwendet.
- Quarzsand dient als Schleifmittel und Füllstoff sowie zur Lichtbogenlöschung in Schmelzsicherungen. Zudem wird er zur Herstellung von Wasserglas und Silikatfarben verwendet. Mit Polymeren gemischt dient er zudem als Werkstoff, um harte Oberflächen für Fußböden und Arbeitsplatten zu schaffen.

### Nutzung der piezoelektrischen Eigenschaften

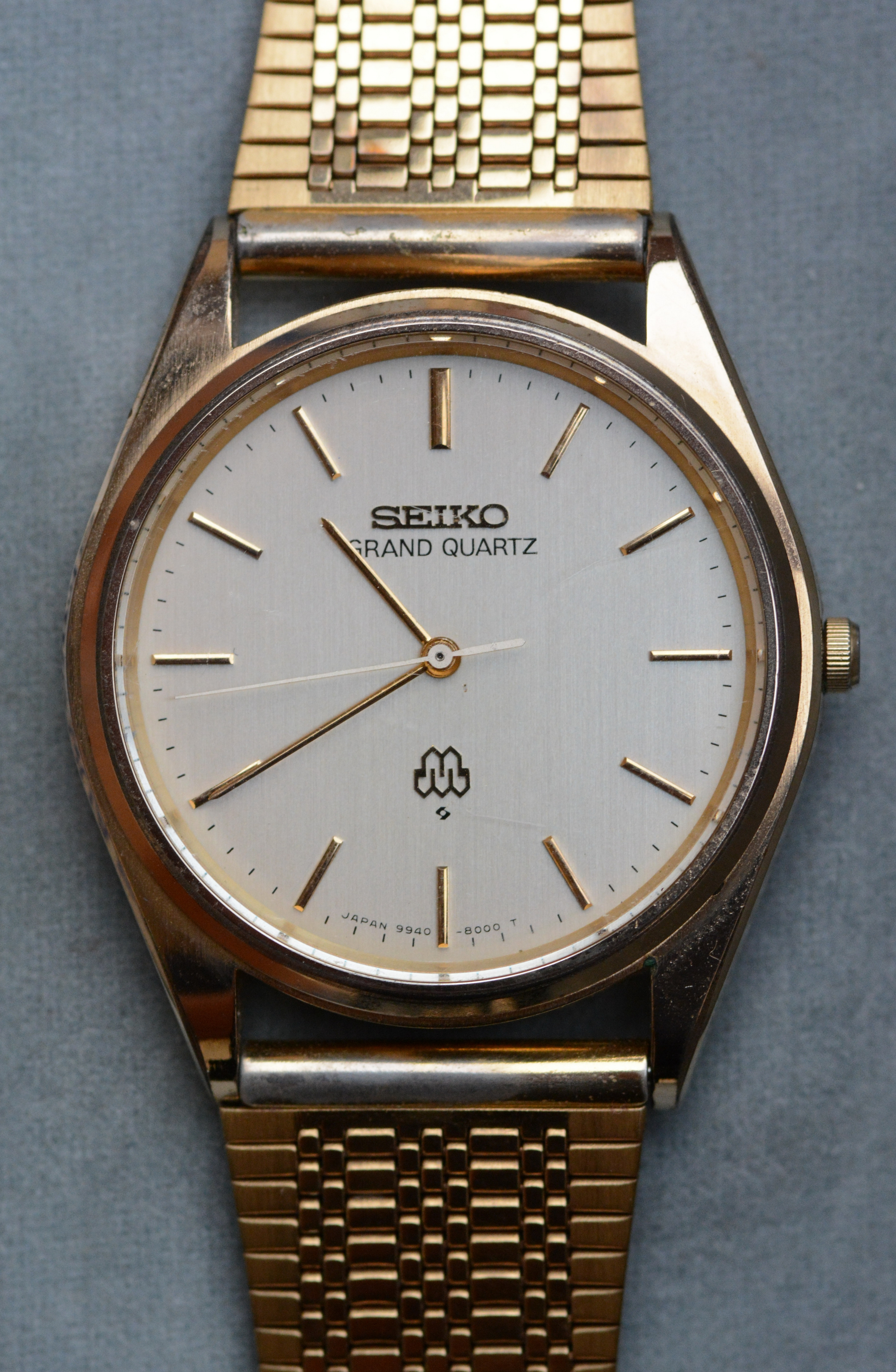
Quarz-Armbanduhr (mit Temperaturkompensation für höhere Ganggenauigkeit, Hersteller: Seiko)

Künstlich gezogene Quarz-Einkristalle werden u. a. für piezoelektrische Anwendungen eingesetzt.
Die piezoelektrischen Eigenschaften des Quarzes werden bei Schwingquarzen ausgenutzt, die bei geeigneter Erregung durch eine elektrische Spannung mit einer festen Frequenz mechanisch schwingen. Der Bau sehr genau gehender Quarzuhren wurde so möglich. Heute finden sich in praktisch allen elektronischen Geräten Schwingquarze als Taktgeber. Daneben ist Quarz auch geeignet für Druckmessungen, in der Hochfrequenztechnik sowie als akustooptischer Güteschalter in Lasern.
Die beiden chiralen Formen des Quarzes, Rechtsquarz und Linksquarz, zeigen einen gegensätzlichen piezoelektrischen Effekt. In solchen Zwillingen heben sich daher die piezoelektrischen Effekte im Gesamtkristall auf, weshalb sie für piezoelektrische Anwendungen unbrauchbar sind und gegenüber synthetischen Quarzen seltener eingesetzt werden. Für technische Anwendungen werden die Zwillinge häufig parallel zur (01-1)-Ebene (AT-Schnitt) oder (023)-Ebene (BT-Schnitt) geschnitten, da der piezoelektrische Effekt senkrecht zu diesen Ebenen nahezu unabhängig von der Temperatur ist.

### Als Schmuckstein
Quarzvarietäten wie der Achat, der violette Amethyst, der zitronengelbe Citrin, der blutrote Jaspis oder der schwarz-weiß gestreifte Onyx werden wegen der großen Härte und der guten Schneid- und Polierbarkeit des Minerals in der Schmuckindustrie zu Schmucksteinen verarbeitet.

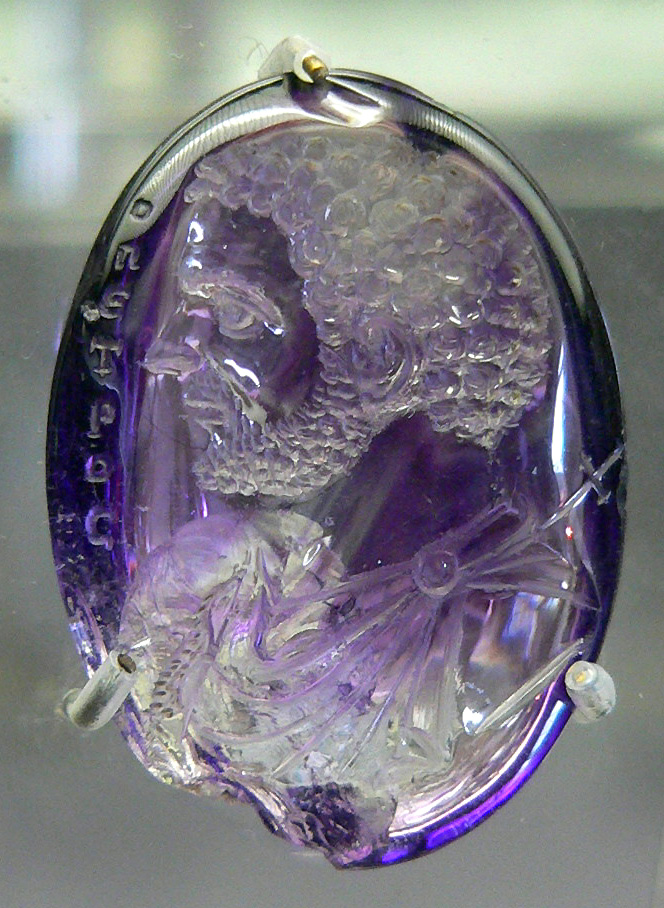
Reliefschnitt des römischen Kaisers Caracalla in Amethyst
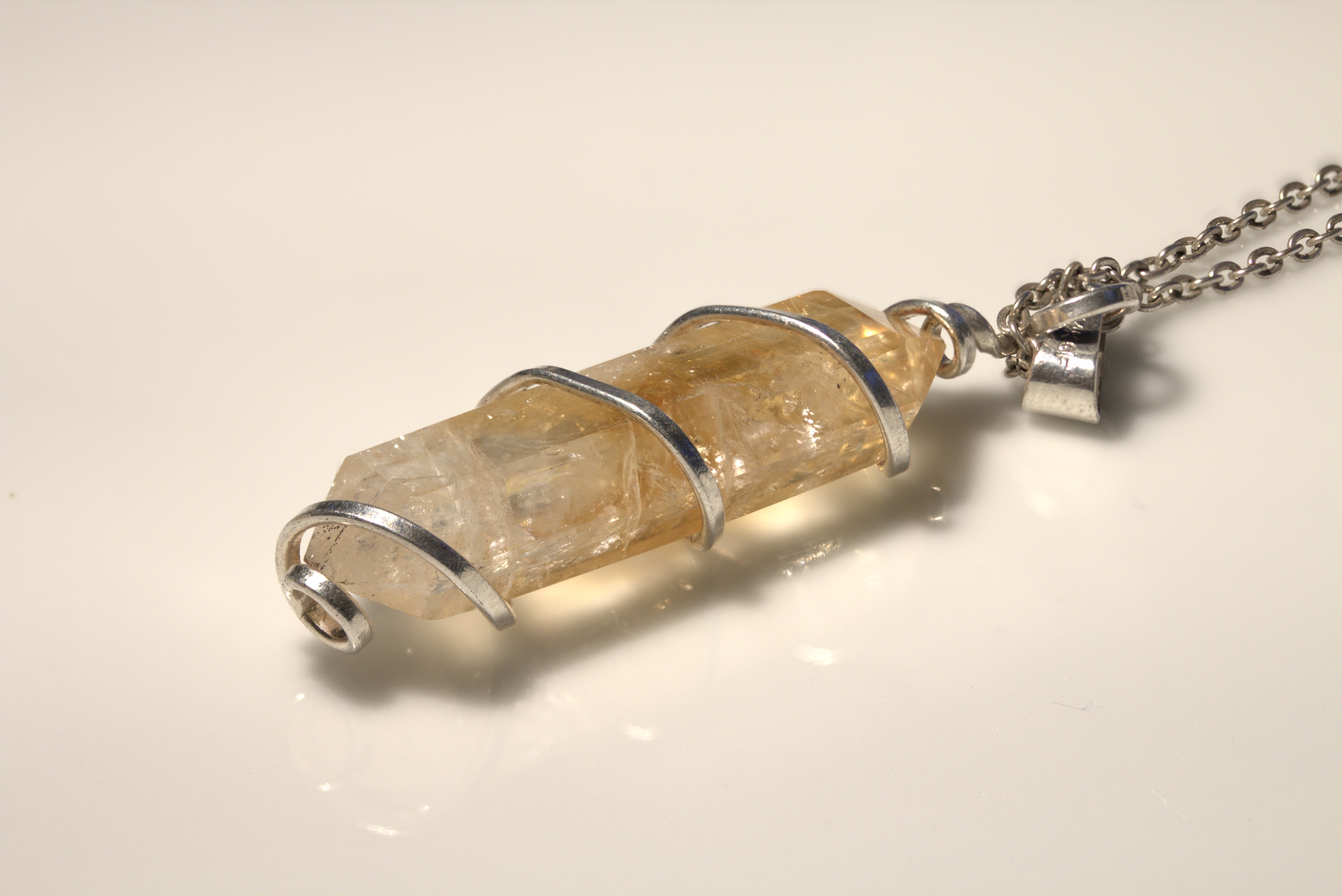
Schmuckstück aus einem Bergkristall
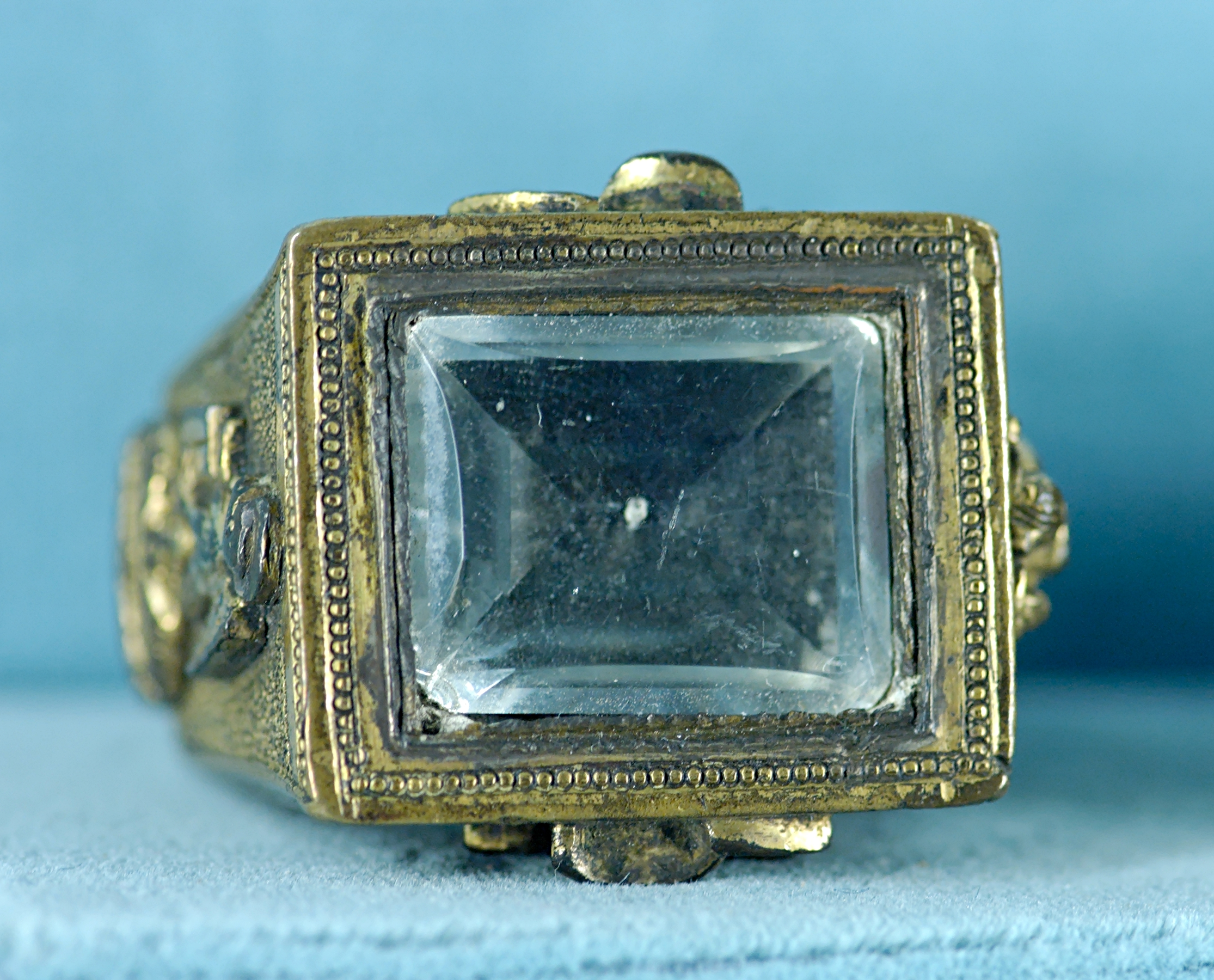
Ring Papst Pauls II., Goldbronze und Bergkristall, Mittelitalien, 1464–1471

## Quarz und Fossilisierung
Dringt kieselsäurereiches Grundwasser in das Gewebe abgestorbener holziger Pflanzen ein, so können diese durch das Auskristallisieren von mikrokristallinem Quarz (Si(OH)4 → SiO2 + 2 H2O) fossilisieren, wobei das holzige Gewebe zwar durch Quarz ersetzt wird, die ursprüngliche Zellstruktur jedoch oft erhalten bleibt. Paläobotaniker können daraus heute zum Beispiel Schlüsse zu den einstigen Wachstumsbedingungen der Pflanze ziehen. Bekannt sind auch versteinerte Araukarien-Zapfen aus Patagonien.
Verkieselungen gibt es auch von Tieren. Dabei wird oft ein vormals aus Calciumcarbonat (CaCO3) bestehendes Außenskelett bzw. Gehäuse durch mikrokristallinen Quarz ersetzt. Bekannt sind beispielsweise verkieselte Korallen aus dem Miozän von Florida und der Trias von British Columbia und Alaska, opaleszierende Schnecken, Muscheln und Wirbeltierreste aus der Unterkreide des Lightning Ridge in Australien sowie verkieselte Schnecken vom Dekkan-Trapp (Oberkreide) in Indien. Wenn das Gehäuseinnere dieser Schnecken nach der weitgehenden Zersetzung der Weichteile nicht vollständig mit Sediment verfüllt worden war, können darin auch achatartige Drusen ausgebildet sein.

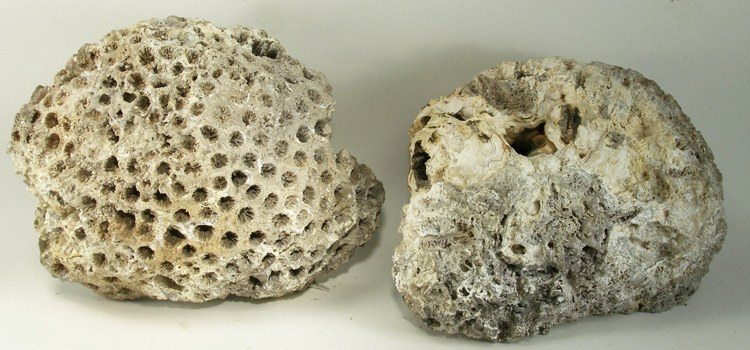
Verkieselter Korallenstock aus der Tampa-Subformation der Arcadia-Formation (Unter-Miozän von Florida)
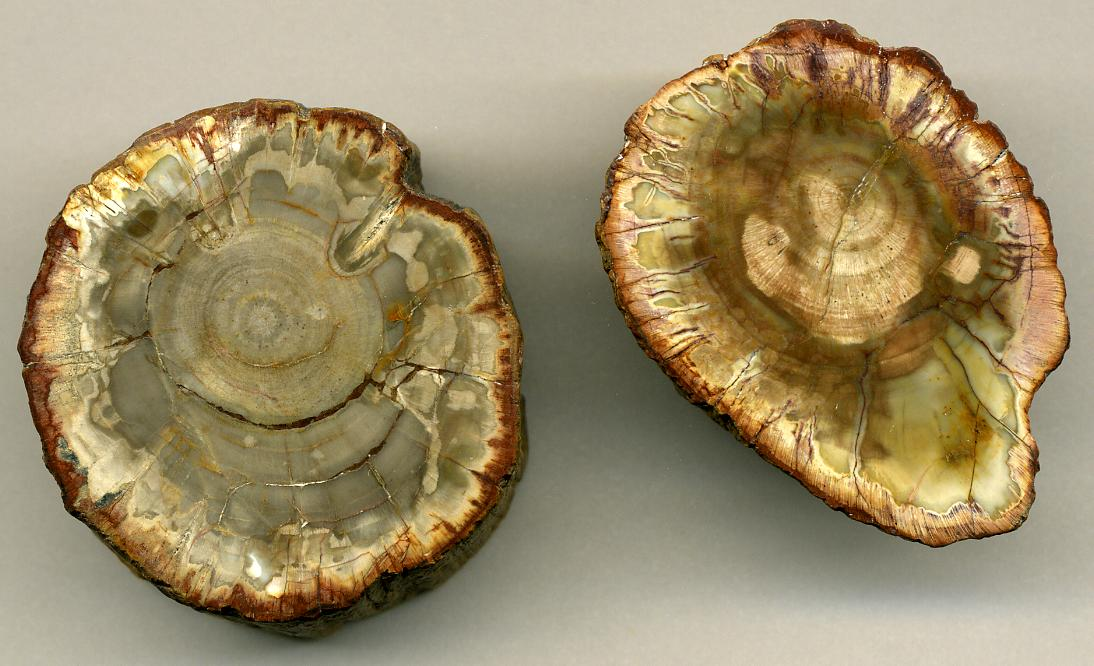
Verkieseltes Holz aus dem Mesozoikum von Madagaskar
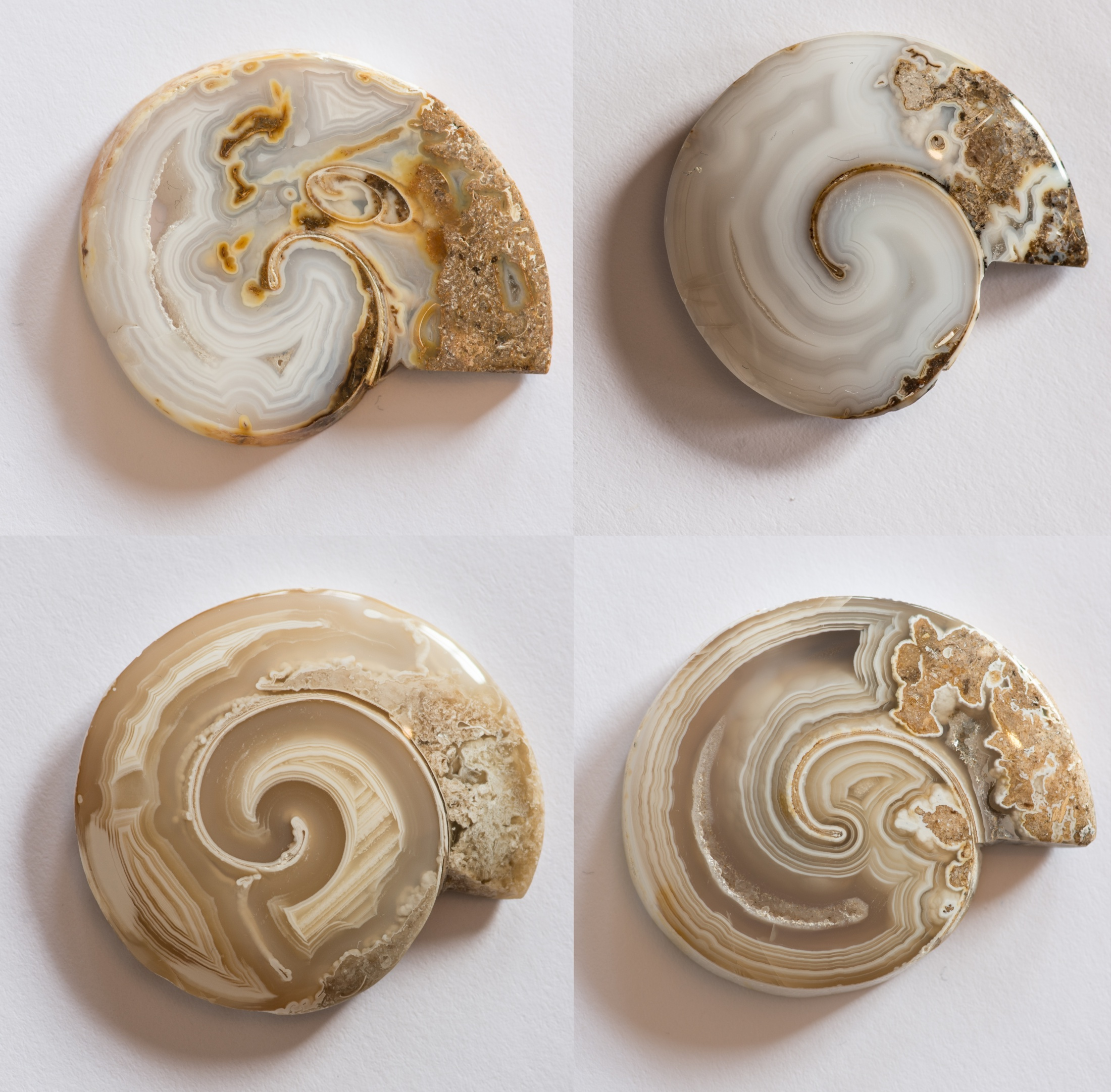
Schnitte von Achat-„Steinkernen“ aus dem Dekkan-Trapp in Indien: hier ist das Gehäuseinnere größtenteils mit mikrokristallinem Quarz verfüllt worden, während das eigentliche Gehäuse nicht erhalten ist. Diese spezielle Form der Erhaltung wird auch Fossilpseudomorphose genannt.

## Gesundheitsschädigung
Beim Abbau und der Verarbeitung von Quarz kann Quarzfeinstaub entstehen, der, über Monate oder Jahre hinweg täglich eingeatmet, zu der unter Bergleuten gefürchteten Silikose und im Extremfall sogar zu Lungenkrebs führen kann.
Jedoch kommt es beim Schleifen der Edelsteine kaum zur Staubbildung, weil der Schleifvorgang immer mit einem Überschuss an Wasser, Emulsion, Petroleum oder einem speziellen Schleiföl ausreichend gekühlt und der Staub gebunden wird. Ein Trockenschliff würde auch die meisten Edelsteine beschädigen oder zerstören.

## Esoterik
Bereits in der Antike, aber auch im Mittelalter galten verschiedene Edelsteine als „Ausfluss der Gestirne“ und entsprechend diesem Aberglauben wurden den bekannten Planeten, später auch den Tierkreiszeichen und Monaten Edelsteine mit angedichteten, magischen Eigenschaften zugeordnet (siehe auch Amulett). So steht unter anderem Quarz in der Varietät Bergkristall für das Tierkreiszeichen Löwe und in der Varietät Quarz-Katzenauge für den Steinbock. Je nach Quelle kann Quarz beziehungsweise Bergkristall aber auch den Tierkreiszeichen Stier, Zwillinge oder Schütze zugeordnet sein. Als „Monatsstein“ steht Bergkristall für den April und als „Planetenstein“ nach Richardson und Huett (1989) neben dem Tigerauge für den Saturn und neben mehreren weiteren Mineralen für den Neptun.
In der modernen westlichen Esoterik gilt reiner Quarz (Bergkristall) als Heilstein, der angeblich vor schädlichen Strahlen bewahren, Kopfschmerzen und verschiedene Entzündungen lindern, Leber und Niere reinigen und die Durchblutung (Krampfadern) stärken soll.
Wissenschaftliche Belege für die aufgezählten Wirksamkeiten liegen jedoch nicht vor.